# Hongrie aux Jeux olympiques d'hiver de 2010
Cet article contient des informations sur la participation et les résultats de la Hongrie aux Jeux olympiques d'hiver de 2010 à Vancouver au Canada. Elle était représentée par 17 athlètes.

## Cérémonies d'ouverture et de clôture

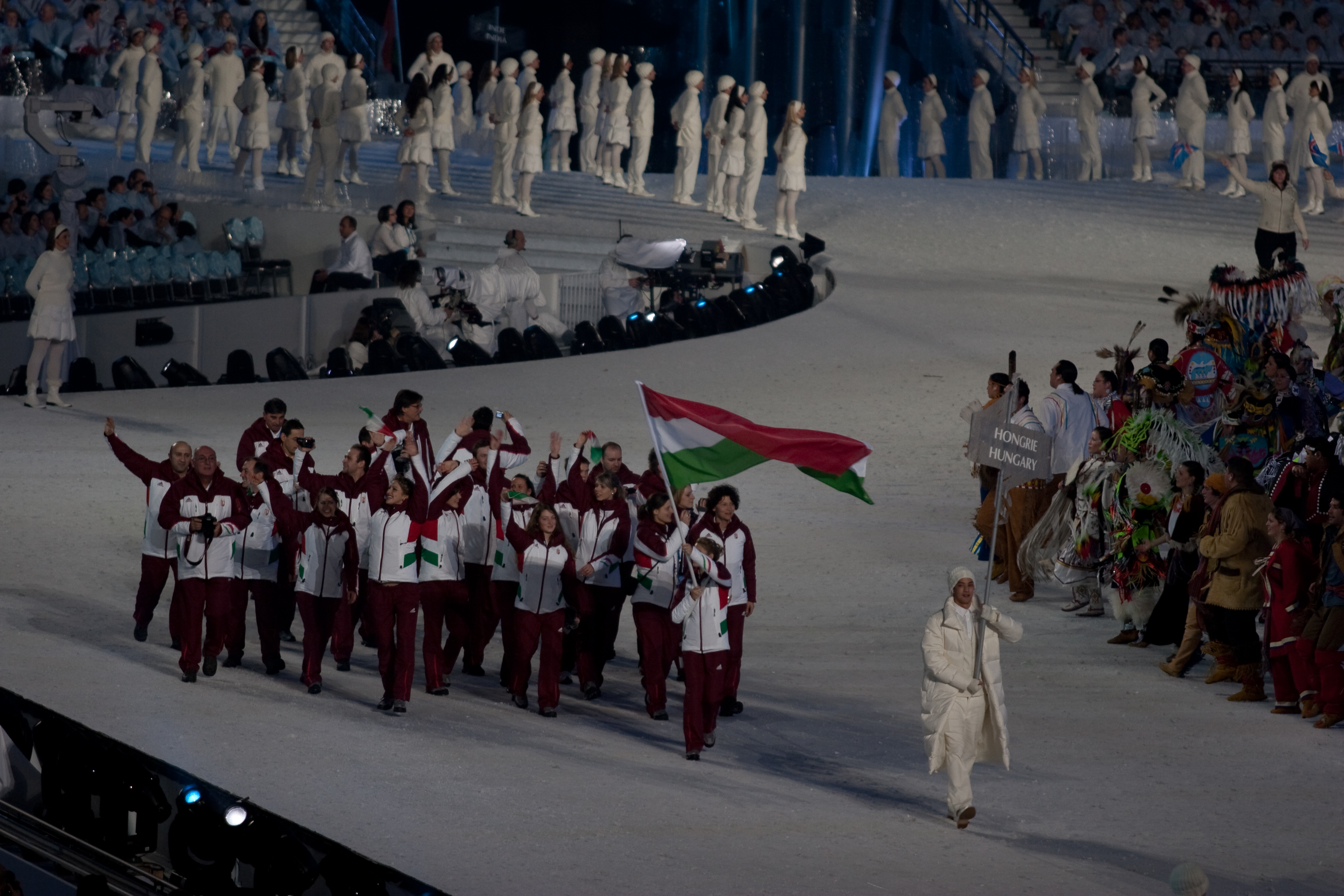
Entrée de la délégation hongroise lors de la cérémonie d'ouverture.

Comme cela est de coutume, la Grèce, berceau des Jeux olympiques, ouvre le défilé des nations, tandis que le Canada, en tant que pays organisateur, ferme la marche. Les autres pays défilent par ordre alphabétique. La Hongrie est la 35e des 82 délégations à entrer dans le BC Place Stadium de Vancouver au cours du défilé des nations durant la cérémonie d'ouverture, après Hong Kong et avant l'Islande. Cette cérémonie est dédiée au lugeur géorgien Nodar Kumaritashvili, mort la veille après une sortie de piste durant un entraînement. Le porte-drapeau du pays est la patineuse artistique Júlia Sebestyén.
Lors de la cérémonie de clôture qui se déroule également au BC Place Stadium, les porte-drapeaux des différentes délégations entrent ensemble dans le stade olympique et forment un cercle autour du chaudron abritant la flamme olympique. Le drapeau hongrois est alors porté par Erika Huszár, spécialiste du short track.

## Ski alpin
| Nom         | Épreuve |
| ----------- | ------- |
| Márton Bene |         |
| Anna Berecz |         |
| Zsófia Döme |         |

## Biathlon
| Nom             | Épreuve |
| --------------- | ------- |
| Imre Tagscherer |         |

## Ski de fond
| Nom               | Épreuve |
| ----------------- | ------- |
| Zoltán Tagscherer |         |
| Vera Viczián      |         |

## Patinage artistique
| Nom                           | Épreuve      |  |
| ----------------------------- | ------------ |  |
| Júlia Sebestyén               | Simple Dames |  |
| Nóra Hoffmann / Maxim Zavozin | Couple       |  |

## Short-track
| Nom              | Épreuve |
| ---------------- | ------- |
| Péter Darázs     |         |
| Viktor Knoch     |         |
| Rózsa Darázs     |         |
| Bernadett Heidum |         |
| Erika Huszár     |         |
| Andrea Keszler   |         |
| Szandra Lajtos   |         |

## Diffusion des Jeux en Hongrie
Les Hongrois peuvent suivre les épreuves olympiques en regardant les chaînes M1 et M2 du groupe audiovisuel public Magyar Televízió, ainsi que sur le câble et le satellite sur Eurosport. Magyar Televízió, Eurosport et Eurovision permettent d'assurer la couverture médiatique hongroise sur Internet.